# 곡성군의회
곡성군의회는 전라남도 곡성군 지역을 관할하는 기초의회이다.